# 国防省 (スリランカ)
国防省（こくぼうしょう、シンハラ語: රාජ්‍ය ආරක්ෂක අමාත්‍යාංශය、タミル語: பாதுகாப்பு அமைச்சகம்、英語: Ministry of Defence）は、スリランカ政府の省の一つ。スリランカの軍事を管轄する省であり、国の安全保障を担っている。冷戦の終結後、スリランカにおいては当面は従来型の軍事的脅威が予想されておらず、主な脅威はLTTEのような武装組織やテロリストとなっている。
もともと国防省は、スリランカ（セイロン）が独立した当初の1948年に、軍の管理と国防・外交政策の策定の両方を行う外務・国防省として創設された。国のトップである首相がそのトップを兼ね、また国会議員からなる政務次官がその補佐を行った。1977年、当時の首相であるJ.R ジャヤワルダナによって国防省と外務省の二つの省に分割された。以後、憲法改正により新たに国のトップとなった大統領が、わずかな期間を除いて同様に機関のトップを兼ねている。1999年、国家安全保障会議が設立され、軍のコントロールは同会議により行われることとなった。
大規模な内戦が2009年に終結して以後は、兵力余剰となった軍の一部が道路・橋といったインフラ整備にも投入されており、2011年には一時的に国防省から国防・都市開発省へと名称変更が行われた。

## 国防省管轄の組織
- スリランカ陸軍
- スリランカ海軍
- スリランカ空軍
- スリランカ沿岸警備隊
- スリランカ警察（英語版）